# Isolateur (biologie)
Pour les articles homonymes, voir isolateur (homonymie).
Ne doit pas être confondu avec Isolateur ou Isolateur (optique).

En génétique moléculaire, les éléments isolateurs sont des séquences d'ADN qui se trouvent parfois entre deux gènes ou groupes de gènes, les protégeant ainsi des effets produits par les autres séquences régulatrices. Ces éléments agissent en tant que barrières génétiques empêchant les interactions entre les éléments enhancer/amplificateur et  promoteur.
Un isolateur doit résider entre un enhancer et promoteur afin d'inhiber leurs interactions ultérieures. Les isolateurs déterminent donc ainsi les jeux de gènes qu'un enhancer peut influencer. Les isolateurs sont particulièrement utiles lorsque deux gènes adjacents sur un même chromosome possèdent des caractéristiques de transcription différentes; il est critique que les mécanismes induisant ou réprimant l'expression d'un gène donné n’interfère pas avec le gène avoisinant.
L’activité isolatrice survient par le biais de la structure tridimensionnelle de l'ADN conférée par la proteine CTCF.
Les isolateurs préviennent l'extension de l'hétérochromatine d'un gène silencé a un gène activement transcrit.
Dans le génome humain, les isolateurs jouent un rôle important. Ils permettent par exemple d'assurer l’expression correcte des gènes de la globine, soit la production d'une protéine qui rend le sang rouge et qui lui permet de transporter l’oxygène. Des isolateurs sont également impliqués dans l’empreinte génétique de certains gènes. En effet tout individu possède deux copies d'un gène, l'une en provenance du père et l'autre de la mère. Dans certains cas, seule l'une de ces copies doit être active. L'isolateur a donc pour fonction de bloquer l'autre copie du gène. Tel est le cas notamment pour le gène "insulin-like" responsable de la croissance où seule la copie du père doit être exprimée.